# حسين أباد (بشتكوه)
حسین أباد (بالفارسية: حسین‌آباد) هي قرية تقع في إيران في Poshtkuh Rural District. يقدر عدد سكانها بـ 175 نسمة .